# نارابری
نارابری (به انگلیسی: Narrabri) یک شهرک در استرالیا است که در Narrabri Shire واقع شده‌است.